# Hildegard Korger
Hildegard Korger  (* 18. Juni 1935 in Reichenberg, Tschechoslowakei; † 8. November 2018) war eine deutsche Schriftgestalterin.

## Leben und Wirken
Hildegard Korger arbeitete von 1950 bis 1953 als Bankangestellte. Von ihrer Geburtsstadt Reichenberg (heute Liberec, Tschechische Republik) zog sie 1956 nach Heiligendamm, um dort bis 1959 an der Fachschule für angewandte Kunst zu studieren. Im Anschluss absolvierte sie von 1959 bis 1963 ein Studium an der Hochschule für Grafik und Buchkunst Leipzig (HGB), insbesondere bei Albert Kapr. 
Von 1963 bis 1965 war sie freiberuflich tätig, zunächst als Assistentin an der HGB, wo sie ab 1979 lehrte und 1992 zur Professorin ernannt wurde. Von 1976 bis 1984 war sie außerdem Schriftberaterin im Büro des Chefarchitekten der Stadt Leipzig und Mitglied in Gremien zu Fragen der Denkmalpflege und Kunst am Bau.

Hildegard Korger war bis 1990 Mitglied des Verbands Bildender Künstler der DDR.
Ihre pädagogische Tätigkeit prägte viele Generationen von Studenten und den Ruf der HGB, denn sie vermittelte neben Wissen und handwerklichem Können ein hohes Maß an Formsicherheit und legte Wert auf die Reflexion von Geschmacksempfindung sowie Traditionsbewusstsein im Umgang mit Schrift. Sie hatte Gastprofessuren in Dresden sowie in Braunschweig inne. Zu ihren Schülern gehörten u. a. Harald Brödel und Bernd A. Schmura.
1999 beendete sie ihre Lehrtätigkeit, war jedoch weiterhin als Schriftgestalterin tätig. Sie war Mitglied der Association Typographique Internationale. Ihr Nachlass befindet sich im Buch- und Schriftmuseum der Deutschen Nationalbibliothek in Leipzig.

## Ehrungen
- 1968: Bestes Plakat des Jahres (bei 20 Besten Plakaten)
- 1975: Anerkennung im Plakatwettbewerb zum IX. Parteitag der SED

## Werke (Auswahl)

### Schriften
Bekannt wurde Hildegard Korger unter anderem durch ihre Schriftentwürfe für die Schriftgießerei VEB Typoart:
- 1965: Typo Script, digitalisiert und Überarbeitet von Ingo Preuß als  Floridana (2004), von Ralph M. Unger als Typoskript Pro (2010)[5]
- 1965: kalligraphischer Font, von Ingo Preuß[5] als  Scribana (2004) digitalisiert
- 1984: Kis[6], 2006 durch Elsner+Flake als Open-Type Pro Version aufgelegt, von Ralph M. Unger als Kis Antiqua Pro (2018).[5]

### Fachpublikationen
- Schriftgestaltung. Vorlagen, Studien, Anregungen. Verlag der Kunst, Dresden 1965.
- Schreiben. Leipzig 1971.
- Schrift und Schreiben. Leipzig 1971; Fachbuchverlag, Leipzig 1991, ISBN 978-3-343-00134-7.
  - engl. Handbook of Type and Lettering. New York 1991.
- Schrift und Schreiben. Ein Fachbuch für alle, die mit dem Schreiben und Zeichnen von Schriften und ihrer Anwendung zu tun haben. Drei-Lilien-Verlag, Wiesbaden 1994.
- Schrift und Schreiben im Unterricht. Leipzig 1999.

## Teilnahme an zentralen und wichtigen regionalen Ausstellungen in der DDR
- 1953 und 1967 bis 1988: Dresden, Dritte Deutsche Kunstausstellung und VI. bis X. Kunstausstellung der DDR
- 1965, 1974, 1979 und 1985: Leipzig, Bezirkskunstausstellungen
- 1971 bis 1977: Leipzig, mehrere Internationale Buchausstellungen iba